# Fekete Pál (díszkovács)
Fekete Pál (Szeged, Felsőváros, 1873. augusztus 28. – 1908. augusztus 27.) díszkovács, szerkezetlakatos. Munkái Szeged palotáinak és épületeinek gyöngyszemei. Neve a szegedi Tisza Lajos körút 56. szám alatti, „Hungarian Jugendstil” néven emlegetett építészeti stílus jegyeit magán viselő Reök-palota kovácsoltvas erkélykorlátai és a lépcsőház korlátjai által vált ismertté.

## Életútja
Fekete Pál hajótulajdonos és Vass Rozália fiaként született. 1901. május 20-án Szegeden házasságot kötött Vass Piroska Veronikával, Vass János és Budai Rozália leányával. Elhunyt 1908. augusztus 27-én reggel 4 órakor, életének 35. évében, hosszas szenvedés után. 1908. augusztus 30-án temették el nagy részvét mellett a Római körút 15. szám alatti gyászházból. Megjelent a temetésen a Bánffy asztaltársaság is és koszorút helyezett a koporsójára.

## Munkássága
Ma is látható némely köztéri munkáján a cégének emblémája. Műhelyében időnként harminc segéd is dolgozott. Legjelesebb munkái az Európa-hírű – Baumhorn Lipót által tervezett -, „Európa egyik legszebb, hazánk második legnagyobb zsidó temploma”-ként elismert szegedi új zsinagógához készültek, Fejős Ferenccel, Kiss Jánossal közösen.
Teljességgel vasból konstruálták az épület belső tartószerkezetét: a négy kovácsoltvas rácsos főoszlopot, a közbeiktatott öntöttvas oszlopokat, karzattartó vashevedereket, a tetőszerkezet rácsos tartóit s a kupola vázát. Nem csupán a vállalkozók versengése miatt, de a tervezők választékos igénye, a kivitelezés magas követelménye miatt, ez jeles feladatnak minősült. A zsinagóga orgonakészítésére kitűzött versenytárgyaláson számtalan mester kész munkákkal jelentkezett, közöttük Kováts István híres szegedi orgonaépítő mester hárommanuálos, többváltozatos orgonájával. Az építési bizottság mégis egy temesvári orgonakészítő, a Wegenstein Lipót és Fiai Orgonagyár munkáját részesítette előnyben. Ez az eset érzékelteti Fekete Pál magas fokú mesterségbeli készségét, amellyel a máig jeles épületdíszítő vaselemeit kidolgozta. Kisebb köztéri munkái a fakapu betétrácsok részben szecessziós alkotások, melyek rendkívüli szakmai ügyességét bizonyítják. A szegedi szecesszió legdinamikusabb korszakát reprezentáló műalkotásai a szegedi Reök palotában látható lépcsőkorlátok, erkélykorlátok. „A gyökérből kinövő indadísz vaspálcán felfutva virágcsokorba szökken. A rácsmezőkön sáslevelek között bimbós és kinyílt liliomok láthatók, melyek felfelé lüktető, sodró hatást keltenek. Az orsótérbe pillantva csupa kinyílt virág látható, s ez minden irányban élményszerűvé teszi a közlekedést a lépcsőházban.” Ugyanaz a temperamentum figyelhető meg a Szeged, Bartók tér 10. számú – Magyar Ede által tervezett – Tadeskó-ház erkélykorlátján és fakapu betétrácsán. Említést érdemel a Szeged, Szűcs utca 9. szám alatti épület érdekes szalagszerű levelekkel díszített kapurácsa miatt.

## Köztéri munkái (válogatás)

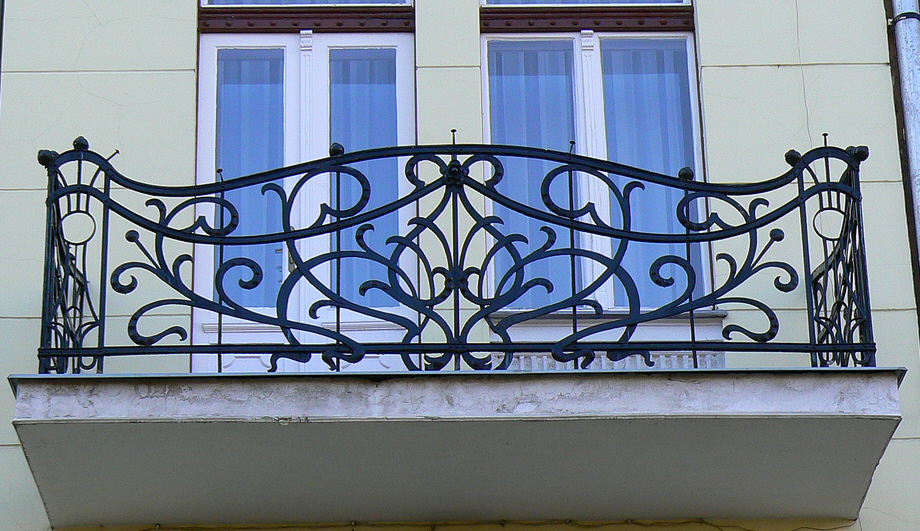
Erkélyrács Szeged, Bartók tér 10.

- 1893: fakapu betétrács, Szeged, Vitéz utca 19.
- 1901: lakatoscégér, Szeged, Római körút 15. (lebontották)
- 1902: fakapu betétrács, Szeged, Aradi vértanúk tere 3.
- 1902: címeres kilincs, Gutenberg utca 20.
- 1902: kapupánt dísz, új zsinagóga oldalkapu
- 1905: fakapu betétrács, Szeged, Szűcs utca 9.
- 1906: faajtó betétrács, Szeged, Tisza Lajos körút 56.
- 1906: fakapu betétrács, Szeged, Tisza Lajos körút 56.
- 1906: lépcsőkorlát, Szeged, Tisza Lajos körút 56.
- 1906: lépcsőkorlát, Szeged, Tisza Lajos körút 56.
- 1906: erkélykorlát, Szeged, Tisza Lajos körút 56.
- 1906: erkélykorlát, Szeged, Tisza Lajos körút 56.
- 1906: erkélykorlát, Szeged, Bartók tér 10.
- 1906: fakapu betétrács, Szeged, Bartók tér 10.

## Galéria

### Fakapu betétrácsok

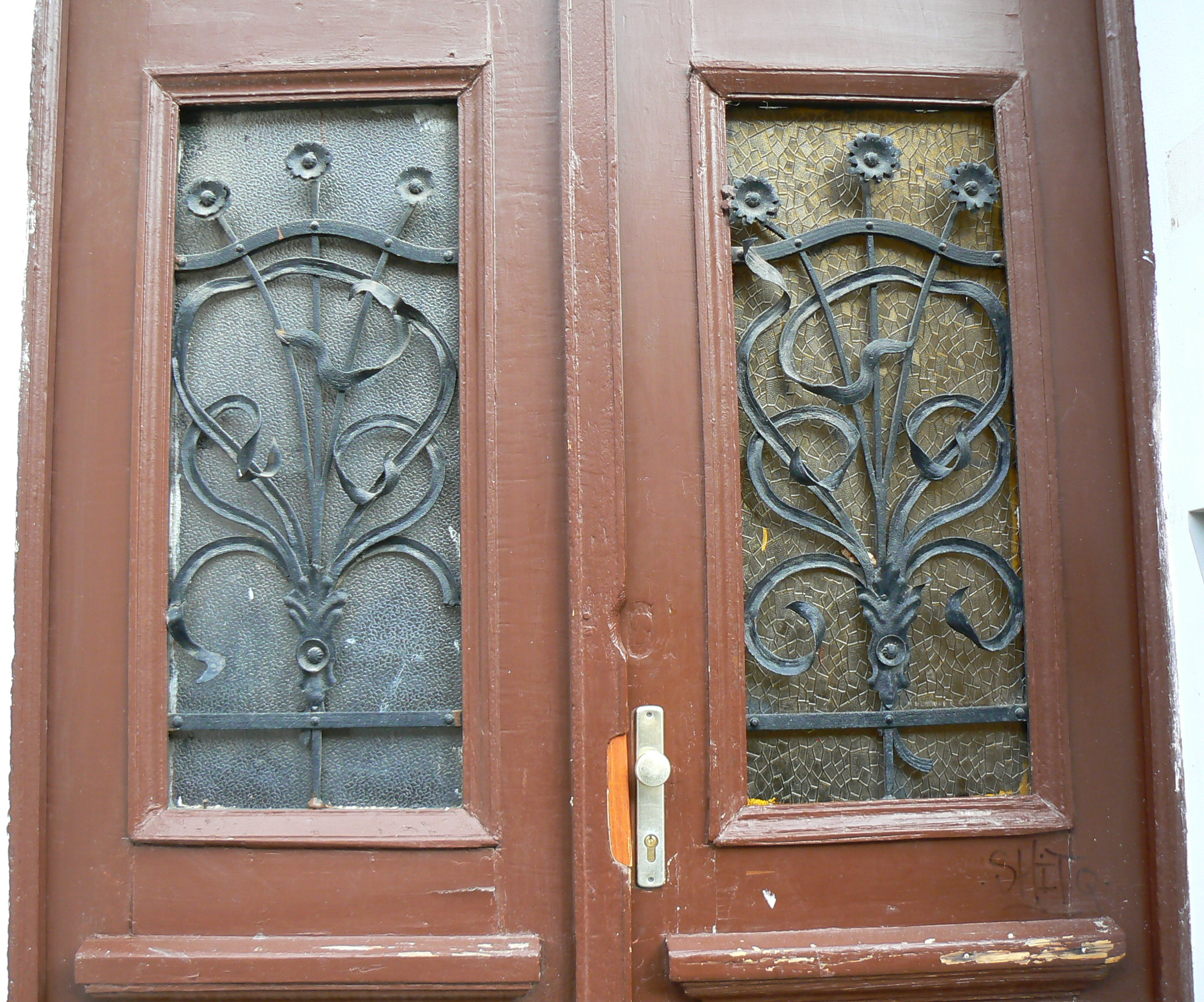
Szeged, Vitéz utca 19.
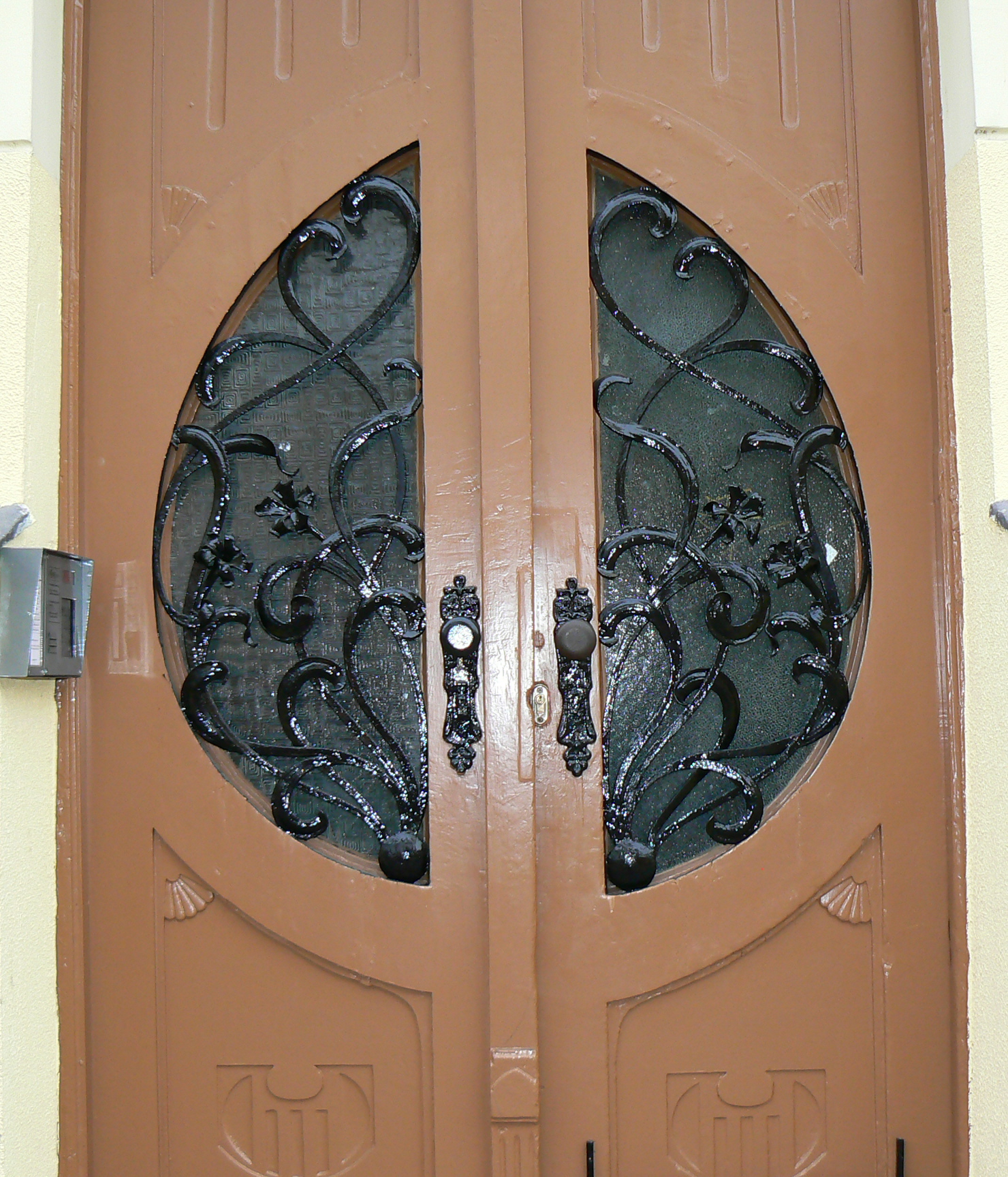
Szeged, Bartók tér 10. Tadeskó ház, Tervezte: Magyar Ede
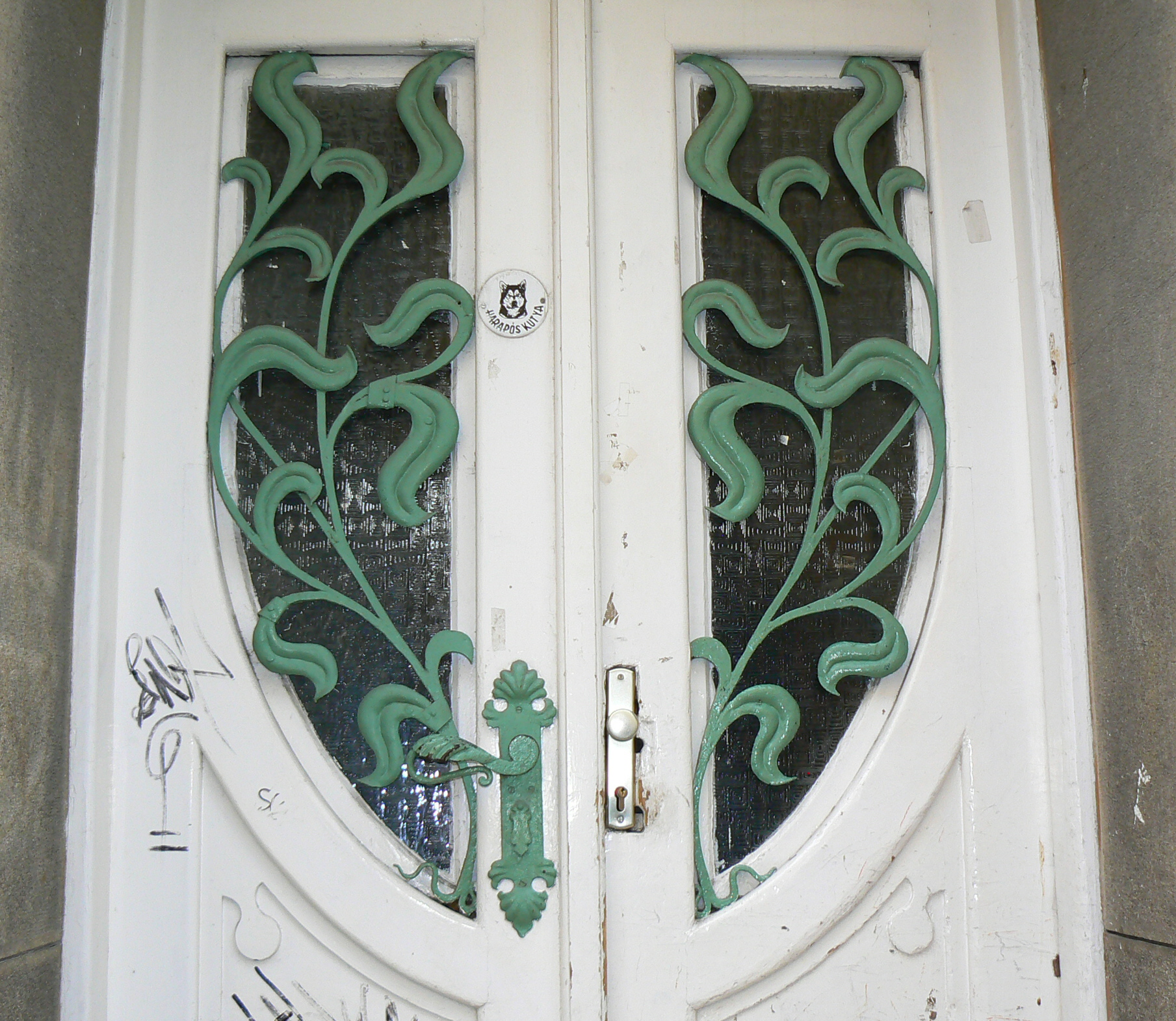
Szeged, Vitéz utca 6.
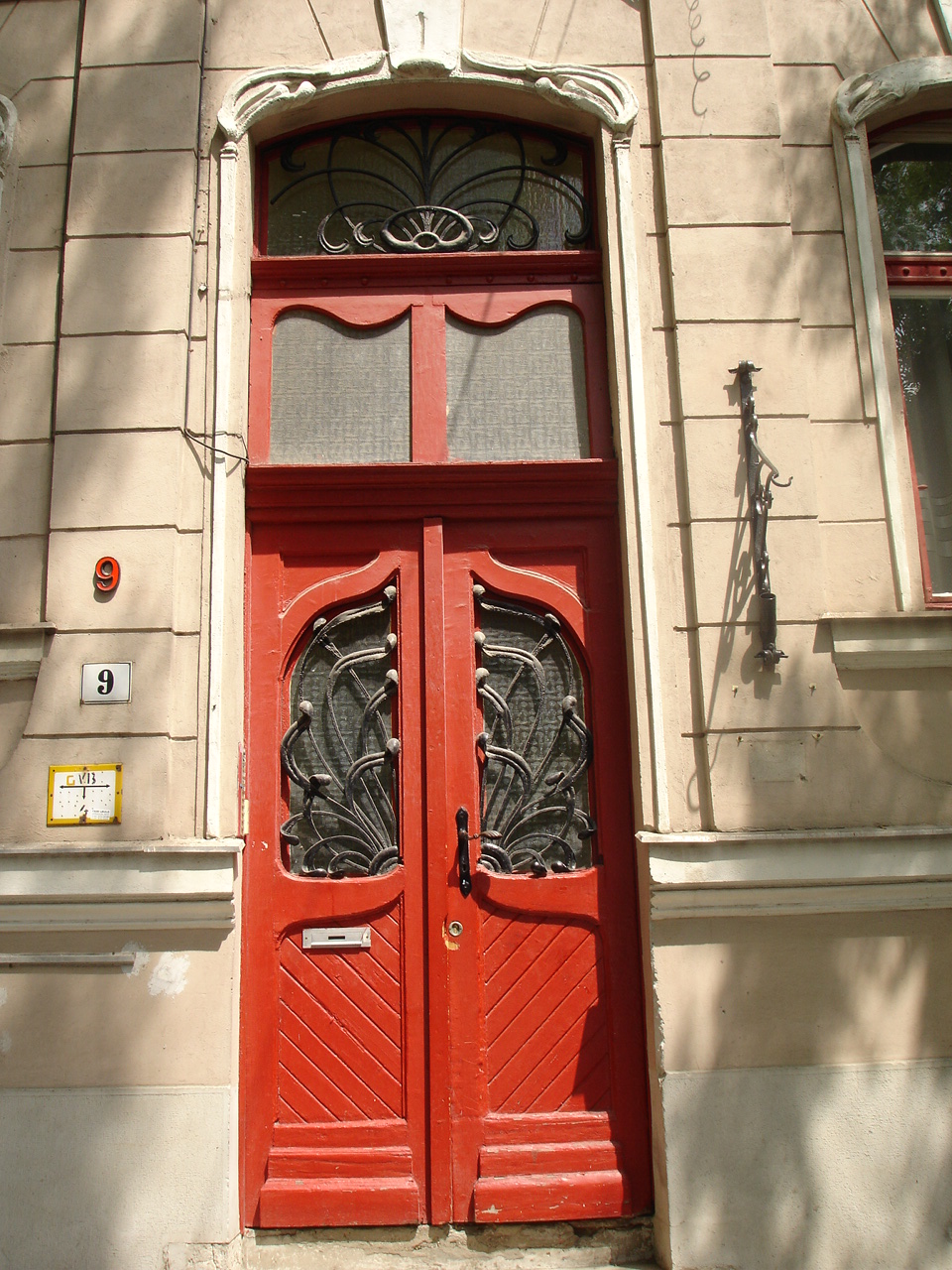
Szeged, Szücs utca 9. Tervezte: Magyar Ede

### Új zsinagóga díszei

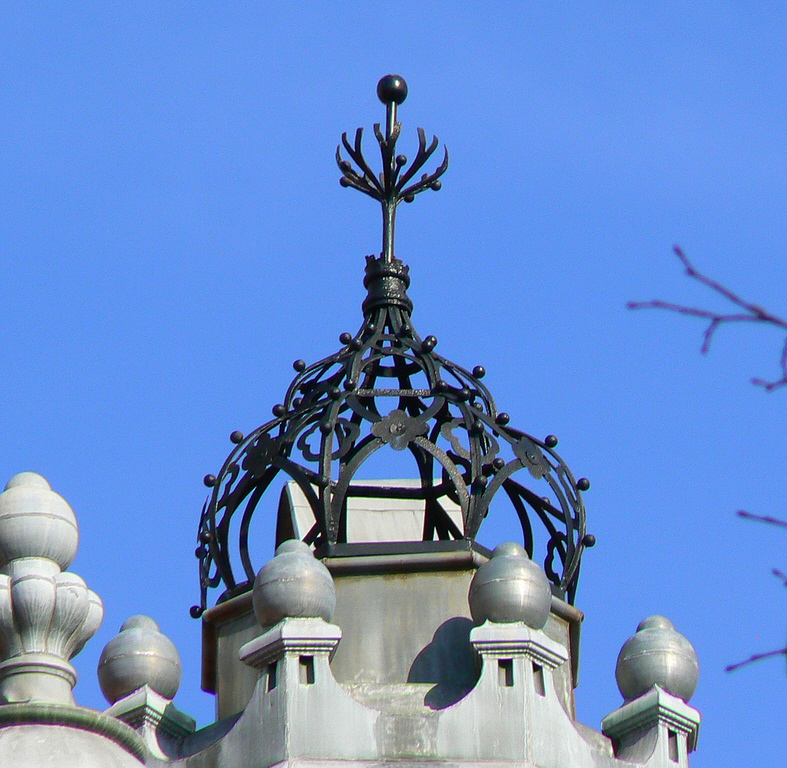
Új zsinagóga, Szeged
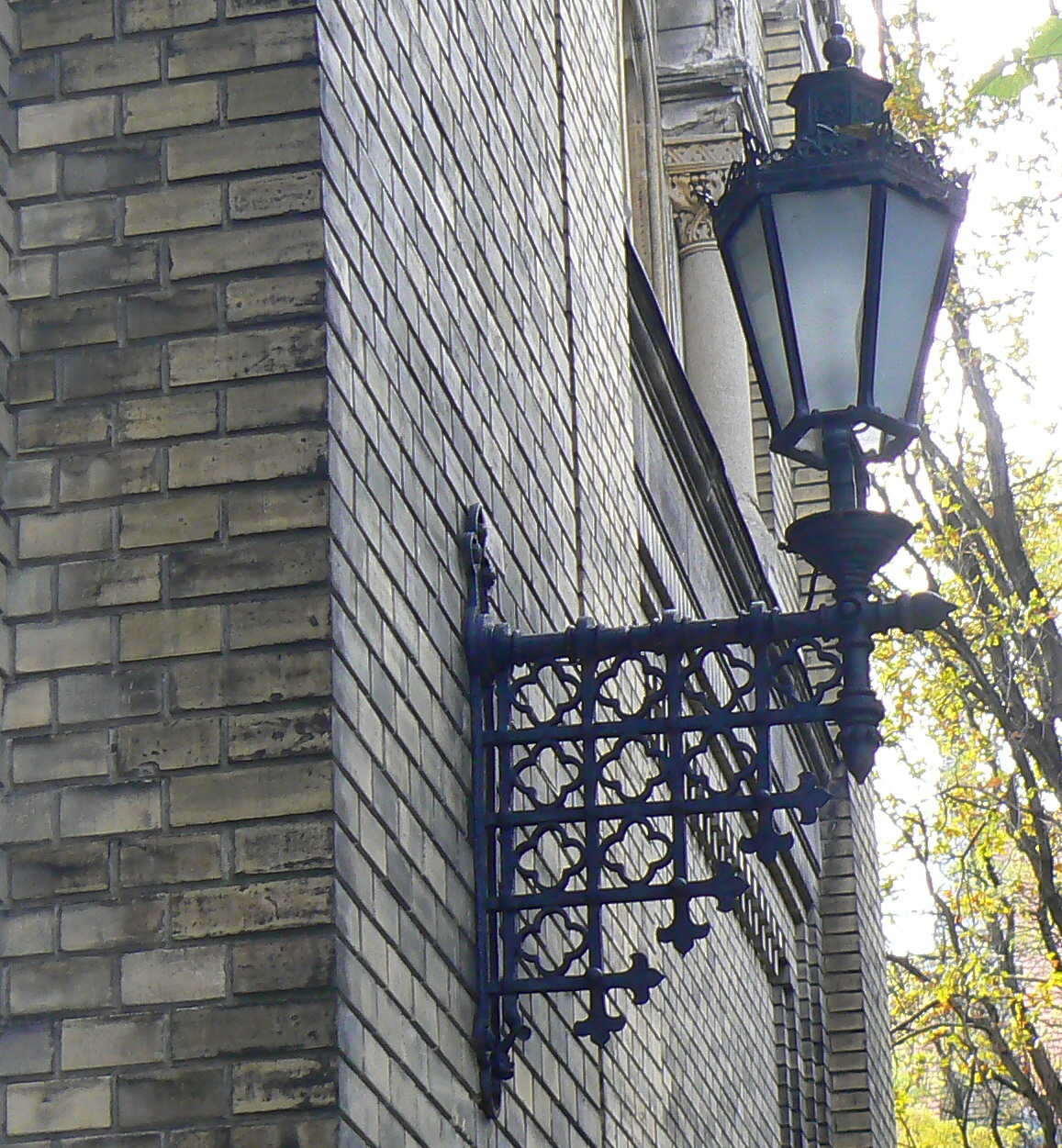
Az új zsinagóga főbejárati lámpája
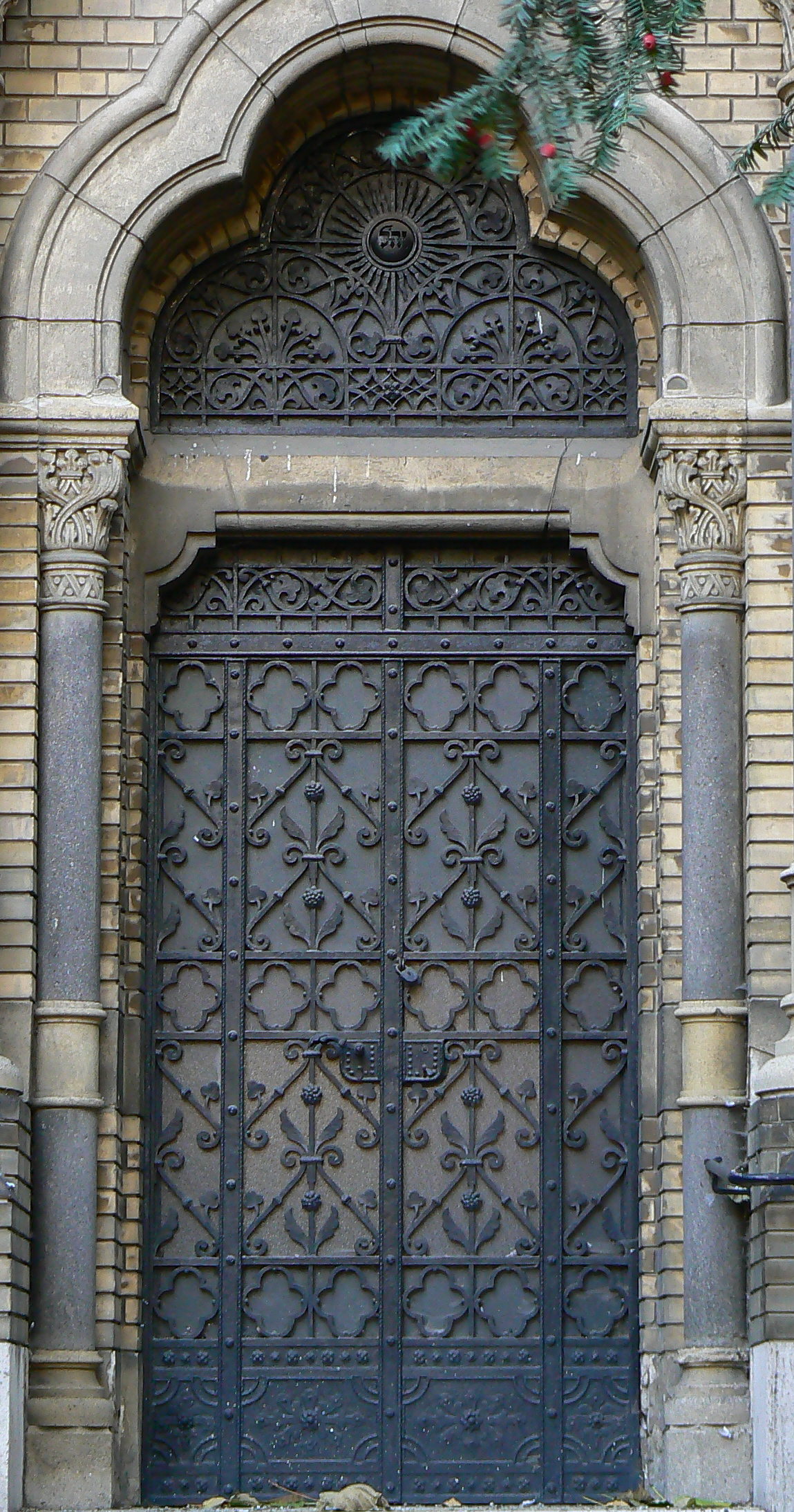
Főbejárat kovácsoltvas oldalkapu
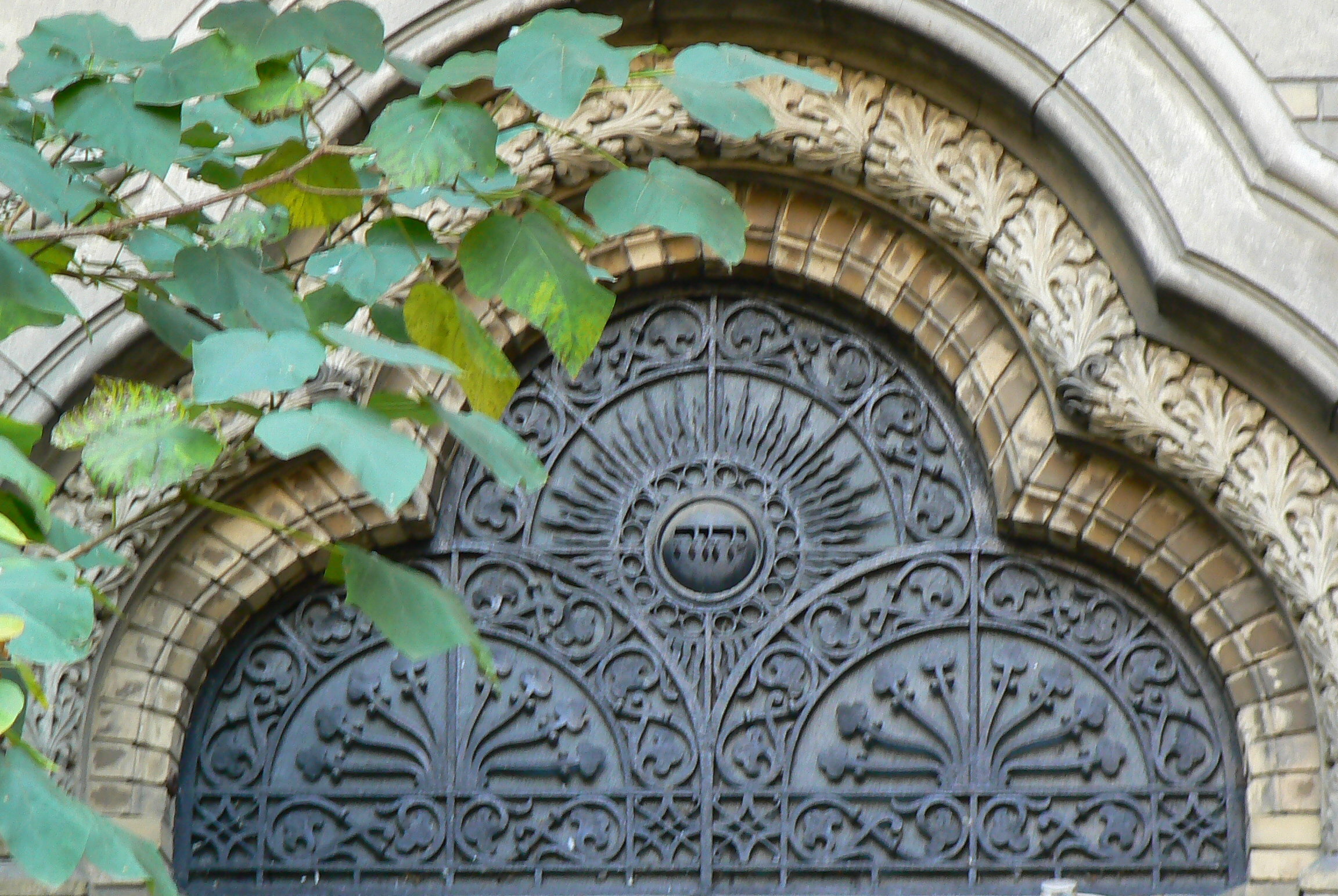
Főbejárat feletti kovácsoltvas oromdísz
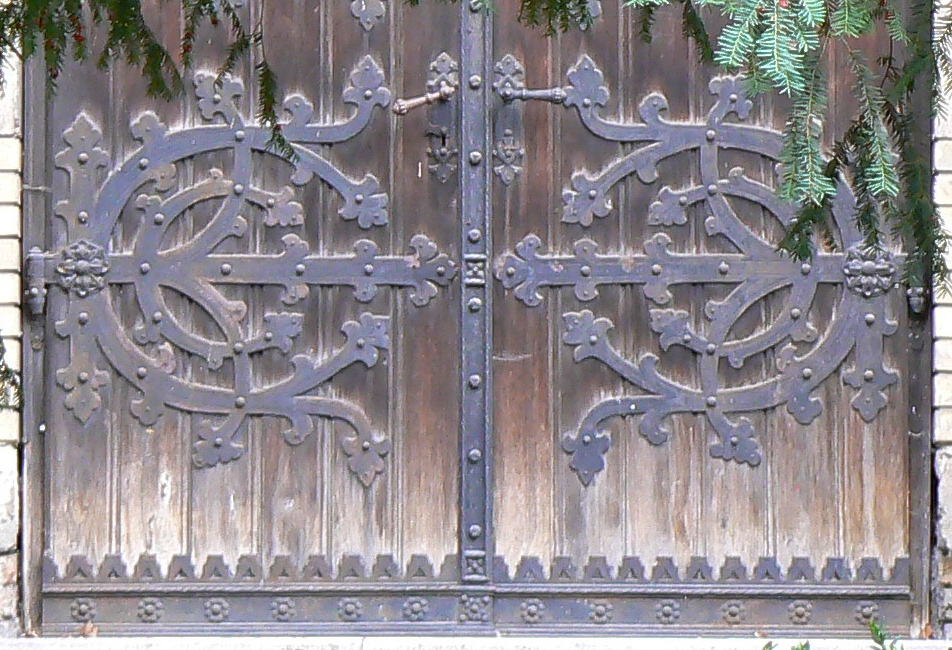
Oldalsó kétszárnyú kapu kapupánt díszei (részlet)
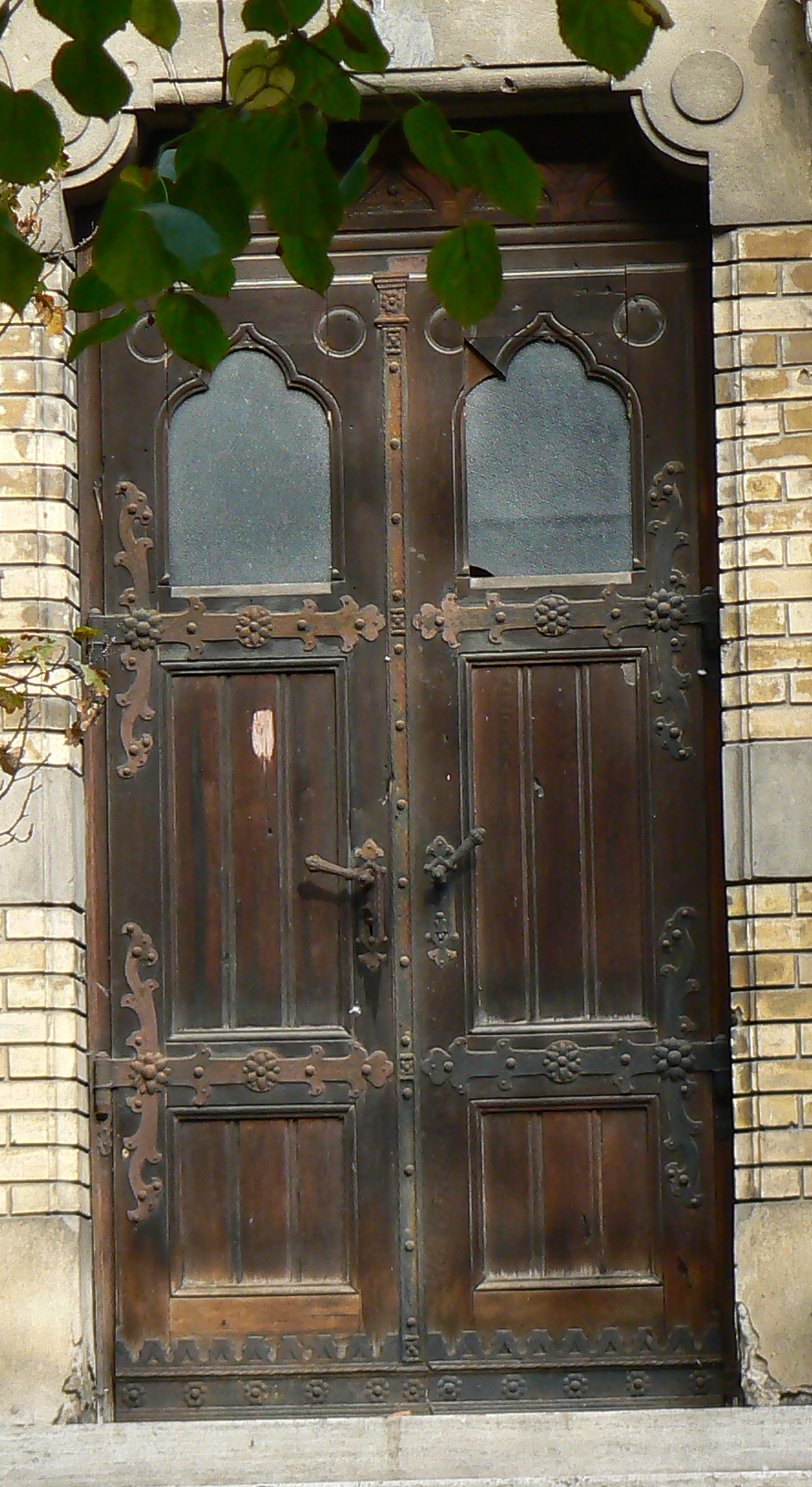
Oldalkapu kapupántdíszítései

### Reök-palotadíszei

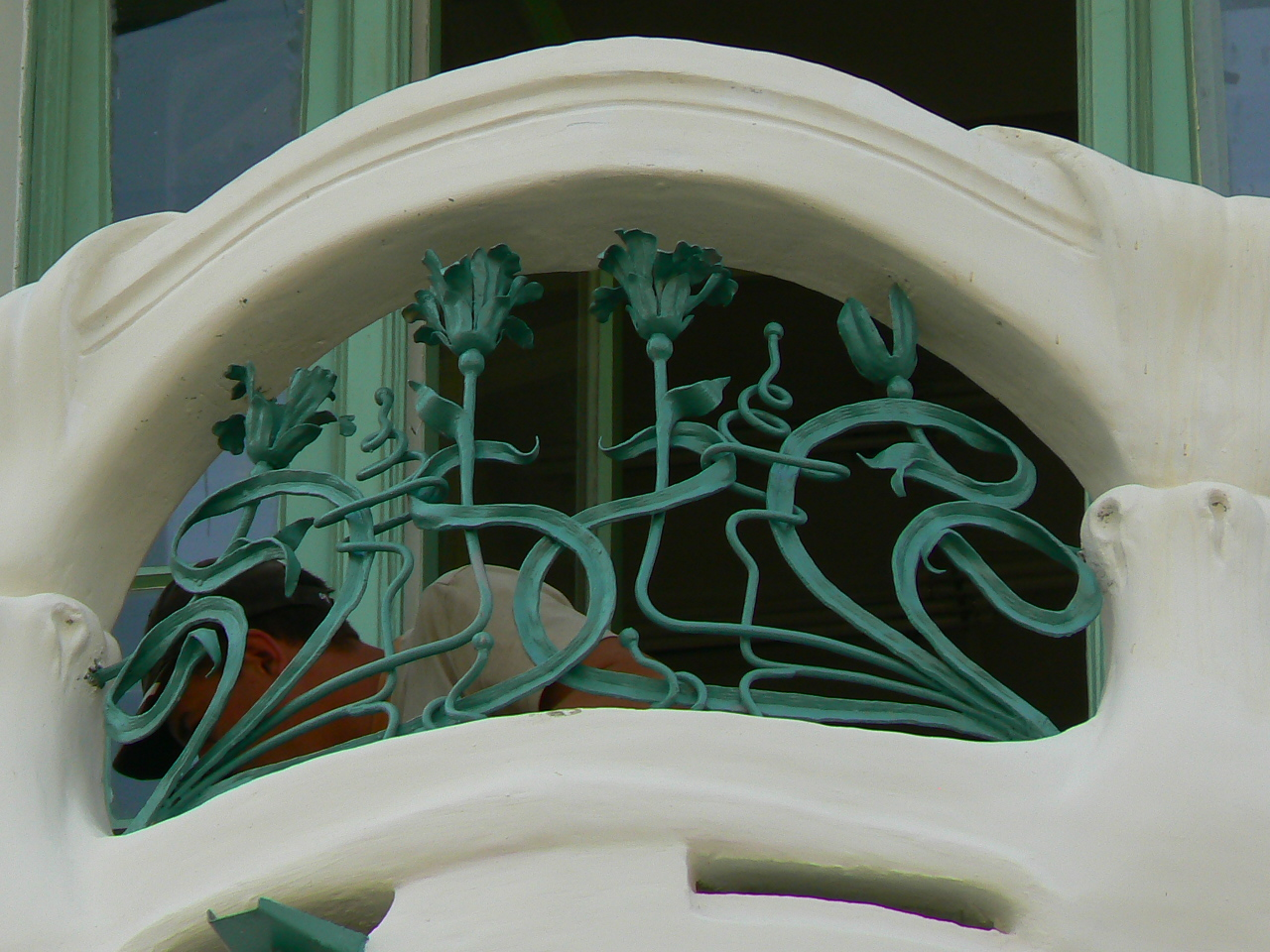
Reök palota erkélyrács
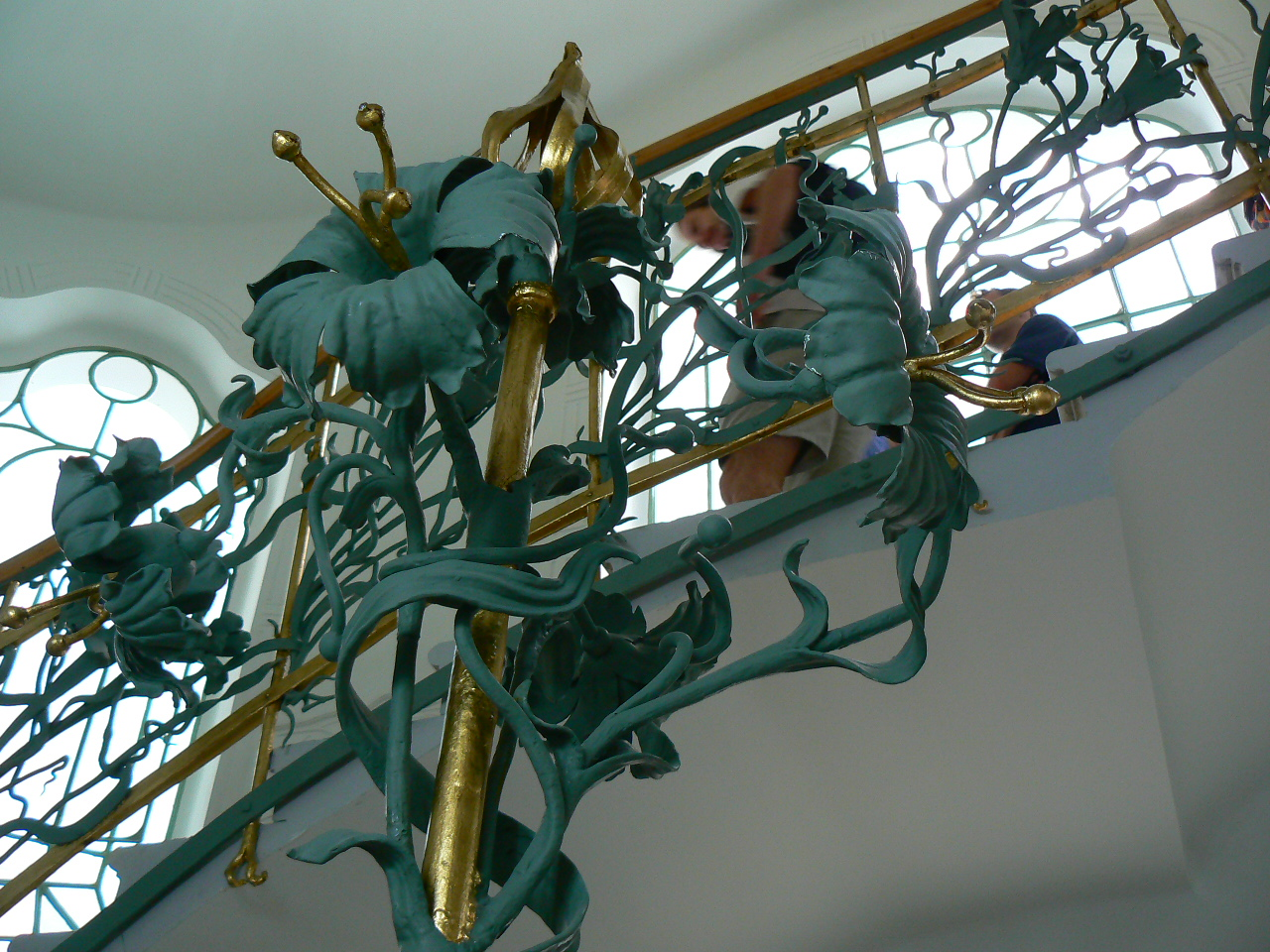
Reök palota kovácsoltvas lépcsőkorlát